# František Křižík

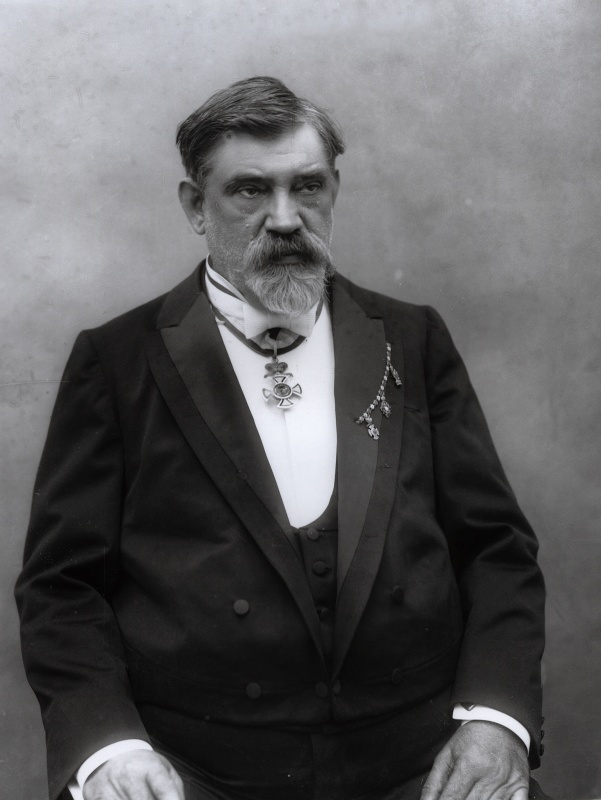
František Křižík

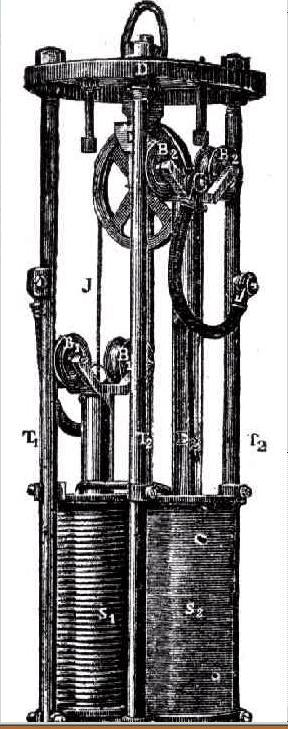
Křižíks booglamp regelaar

František Křižík (Plánice, 8 juli 1847 – Stádlec, 22 januari 1941) was een Tsjechisch uitvinder, elektrotechnicus en ondernemer. Naast uitvindingen op het gebied van booglampen speelde hij een belangrijke rol in de ontwikkeling van de Tsjechische spoorwegen en elektrotechnische industrie.

## Biografie
Křižík werd geboren in Plánice,een klein Tsjechisch stadje nabij Klatovy, als zoon van een arme schoenmaker. In Praag bezocht hij de mavo-school, echter het eindexamen kon hij niet afleggen omdat hij geen geld had voor de examenvergoeding. Door zijn bijzondere schoolprestaties liet professor Zenger hem ook zonder eindexamen toe tot de Praagse Polytechnika (huidige Tsjechische Technische Universiteit). Reeds tijdens zijn studietijd verbeterde bij de beveiliging rondom installaties van de spoorwegsignalering. Dit werk voerde hij later ook uit als werknemer van de spoorwegen en vond hij een blokeerinrichting uit die botsingen van treinen voorkwam.

### Booglampen
In 1878 bezocht hij de Exposition Universelle te Parijs en maakt daar voor het eerst kennis met het elektrische licht van Pavel Jablochkoff. Geïnspireerd door deze creatie kwam hij nog in datzelfde jaar met een belangrijke verbetering, namelijk een automatische regelaar voor booglampen. Het patent hierop wist hij met succes te verdedigen tegen Werner Siemens.
In 1881 nam hij met zijn eigen differentiële booglamp deel aan de Parijse Internationale Elektriciteitstentoonstelling, waarmee hij – concurrerend met Edisons gloeilamp – een gouden medaille verdiende. In 1883 was hij betrokken bij de tentoonstelling in Wenen waar hij kosteloos de verlichting van het expositieterrein op zich nam. Dit leverde hem veel bewondering op.

### Spoorwegen
Vanaf 1884 legde hij zich tot op de spoorwegen en begon hij zijn eigen bedrijf voor de aanleg van tramlijnen, energiecentrales (waaronder die in Písek) en elektrotechnische apparatuur. Zijn eerste elektrische tramlijn bouwde hij in 1891 – ten behoeve van de zomertentoonstelling – in Praag. In 1902 legde hij een 24 km lange interlokale spoorwegverbinding aan tussen de Tsjechische steden Tábor en Bechyně – de eerste geëlektrificeerde spoorlijn in geheel Oostenrijk-Hongarije.
In Žižkov liet hij in 1888 de eerste elektriciteitsfabriek van Bohemen bouwen, gevolgd door meerdere over de gehele wereld. Daarnaast begon hij met de reparatie van elektrische apparaten: dynamo's, booglampen, gloeilampen en installatiemateriaal. Begin 20e eeuw raakt hij in grote financiële problemen. Om een lening aan de Praagse kredietbank af te lossen werd hij in 1917 gedwongen zijn bedrijf om te vormen tot een naamloze vennootschap. Verbitterd trok de uitvinder, die vaak als de "Bohemische Edsion" werd aangeduid, zich terug.